# Sertã
Sertã es una pequeña ciudad y municipio en Portugal, 200 kilómetros a norte de la capital, Lisboa. Tiene una superficie de 16,7km² y una población estimada de 14 770 habitantes (de acuerdo con los censos de 2021) distribuidos en diez freguesias.

## Demografía
| Gráfica de evolución demográfica de Sertã entre 1864 y 2021 |
|                                                             |
| Datos según el nomenclátor publicado por el INE portugués.  |

## Organización territorial
El municipio de Sertã está formado por diez freguesias:
- Cabeçudo
- Carvalhal
- Castelo
- Cernache do Bonjardim, Nesperal e Palhais
- Cumeada e Marmeleiro
- Ermida e Figueiredo
- Pedrógão Pequeno
- Sertã
- Troviscal
- Várzea dos Cavaleiros